# Bergsgården
Bergsgården är en småort i Falu kommun intill riksväg 69 mellan Falun och Grycksbo i Stora Kopparbergs socken. 

## Historia
Orten nämns första gången 1418. Orten hade en station vid den nu oanvända Grycksbobanan.

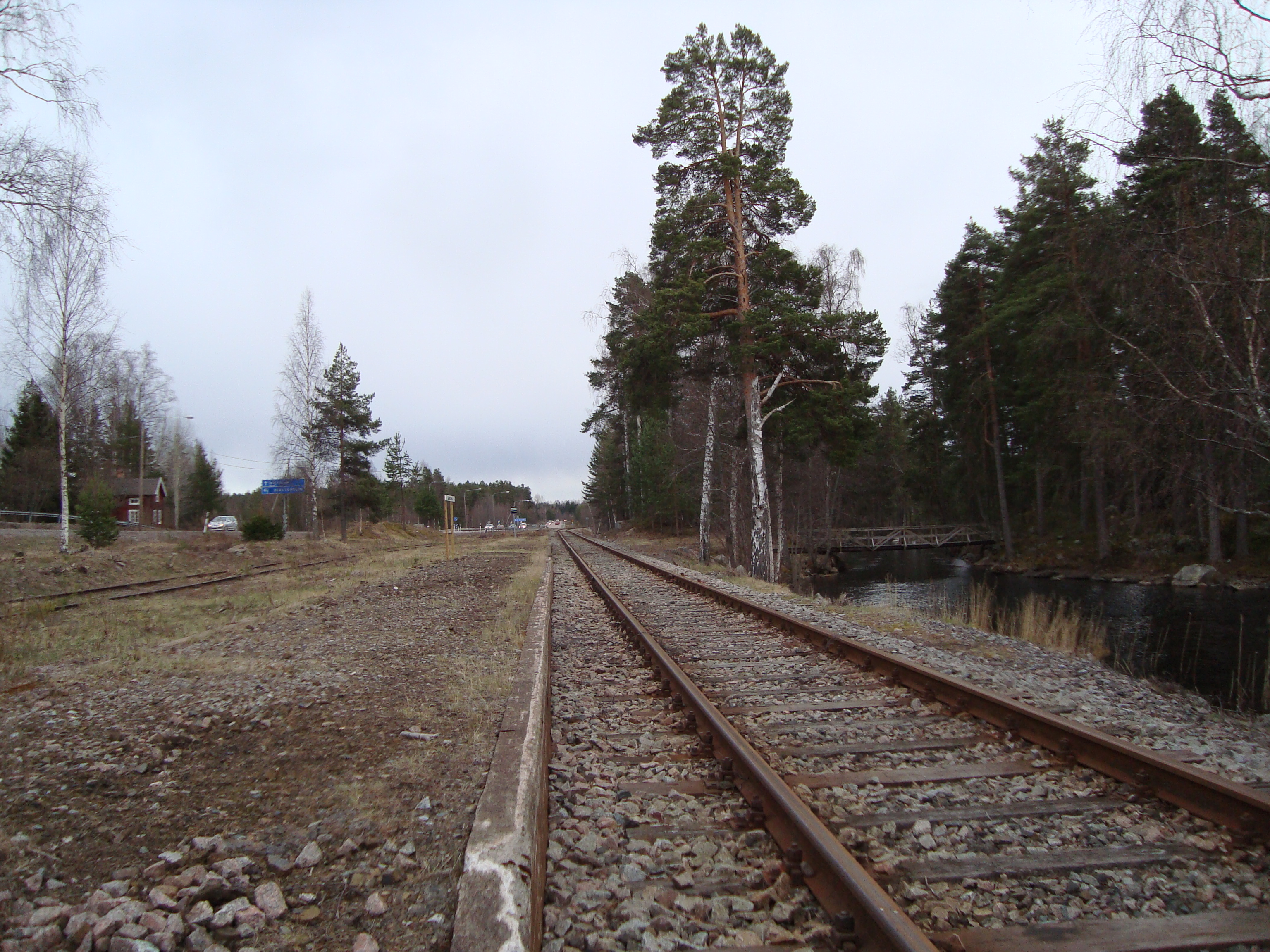
Bergsgårdens perrong.
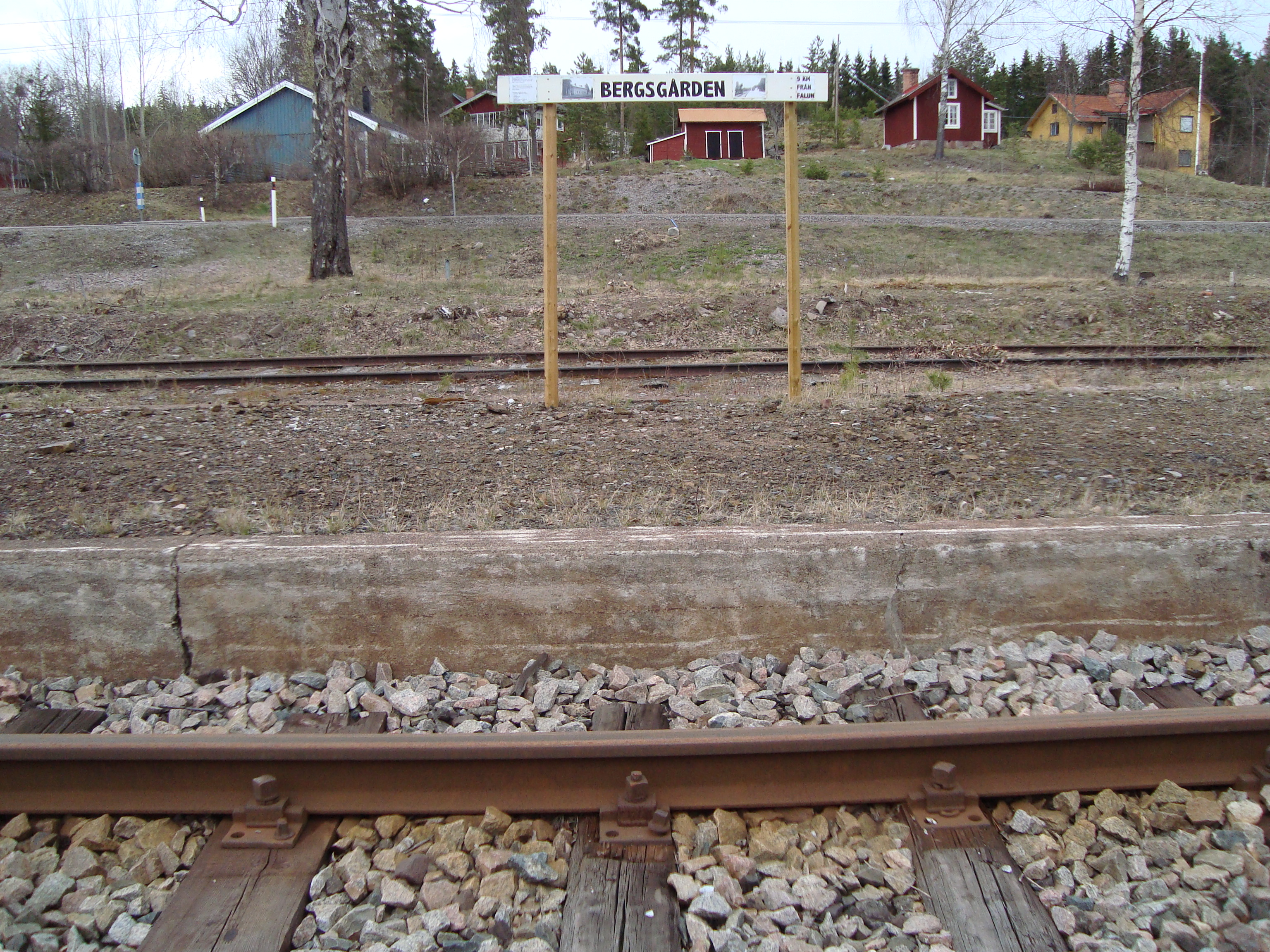
Hållplats Bergsgården.